# Dirdal
Dirdal är en kyrkby i Gjesdals kommun i Rogaland fylke i västra Norge. Byn ligger vid fylkesväg 450, på den södra sidan av Frafjord, den innersta delen av Høgsfjorden. Här finns Dirdals kyrka.

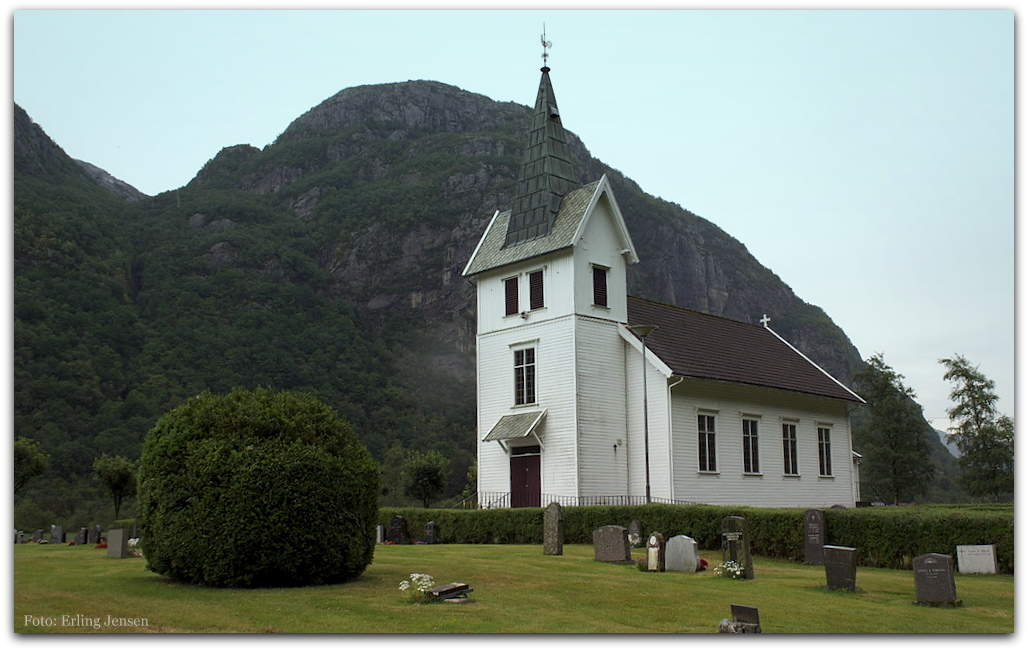
Dirdals kyrka.